# Streets of Gold
Streets of Gold è il terzo album del duo musicale 3OH!3, il secondo prodotto da Matt Squire, pubblicato il 29 giugno 2010 dalle etichette discografiche Photo Finish e Atlantic.
Dal disco è stato estratto, come primo singolo, il brano inciso in collaborazione con Kesha My First Kiss, pubblicato il 4 maggio 2010. Successivamente è stato estratto anche il singolo Double Vision.

## Tracce
CD (Atlantic 7567891841 (Warner) / EAN 0075678918414)
1. Beaumont - 1:08
2. I Can Do Anything - 3:11
3. My First Kiss (feat. Ke$ha) - 3:14
4. Deja Vu - 3:06
5. We Are Young - 3:19
6. Touchin on My - 3:03
7. House Party - 3:06
8. R.I.P. - 3:44
9. I Know How to Say - 3:14
10. Double Vision - 3:13
11. I'm Not the One - 4:07
12. Streets of Gold - 3:14
13. See You Go - 2:48
14. Love 2012 - 3:56

## Classifiche
| Classifica (2010) | Posizione raggiunta |
| ----------------- | ------------------- |
| Stati Uniti       | 7                   |
| Regno Unito       | 19                  |